# Bataille d'Hormizdaghan
 (septembre 2019).
Si vous disposez d'ouvrages ou d'articles de référence ou si vous connaissez des sites web de qualité traitant du thème abordé ici, merci de compléter l'article en donnant les références utiles à sa vérifiabilité et en les liant à la section « Notes et références ».

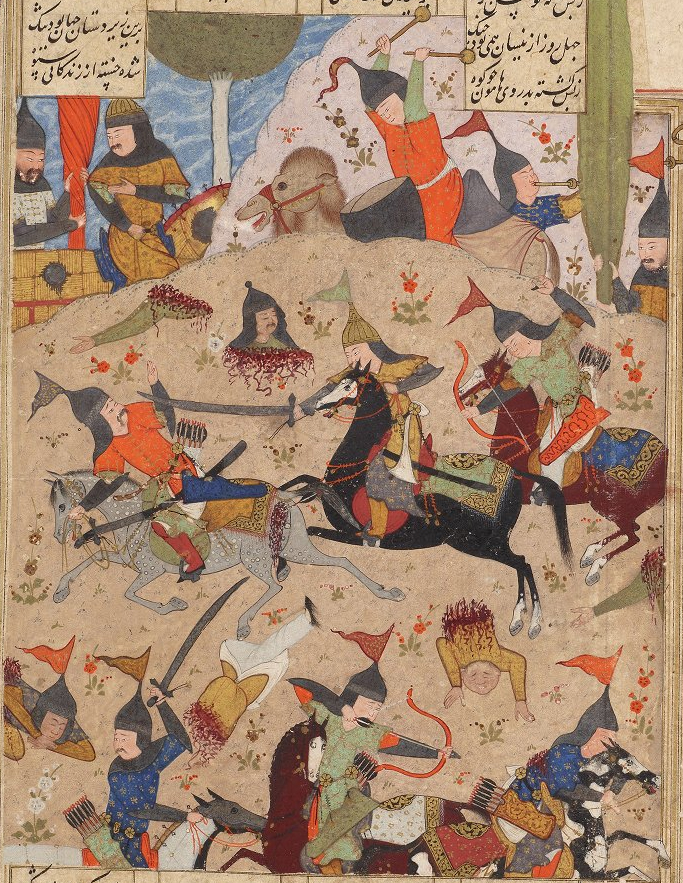
Miniature du Livre des Rois représentant la bataille (1542).

Hormizdaghan est le nom de la plaine, sans doute dans la région de Suse, en Iran, où se déroula le 28 avril 224 une bataille décisive entre le roi parthe arsacide Artaban IV et le roi perse sassanide Ardachir, assisté de son fils et héritier Chapour. C'est Ardachir qui fut vainqueur, Artaban IV fut tué, ce qui mit fin à la dynastie des Arsacides. Ardachir se fit couronner Roi des Rois deux ans plus tard à Ctésiphon, capitale de l'empire parthe arsacide.
Cette bataille fut célébrée par l'historiographie perse comme l'acte de naissance de l'empire sassanide, qui dura jusqu'au VIIe siècle. Elle fut représentée sur un immense bas-relief monumental commandé par Ardachir près de la cité d'Ardashir Khurreh en Perse. Le chroniqueur arabo-persan Tabari en fait au IXe siècle un récit qui s'accorde avec ce bas-relief antique. La bataille d'Hormizdaghan est aussi évoquée dans l'épopée du Livre des Rois de Ferdowsi, au début du XIe siècle.